# Daryl Johnston
Daryl Peter Johnston, detto Moose (Youngstown, 10 febbraio 1966), è un ex giocatore di football americano statunitense che ha militato nel ruolo di fullback per tutta la carriera con i Dallas Cowboys della National Football League (NFL). Fu scelto nel corso del secondo giro (39º assoluto) del Draft NFL 1989 dai Cowboys. Al college ha giocato a football alla Syracuse University.

## Carriera professionistica

### Dallas Cowboys
Johnston fu scelto dai Dallas Cowboys nel corso del secondo giro del Draft 1989. Nella sua stagione da rookie gli fu affibbiato il soprannome di "Moose" dal quarterback di riserva Babe Laufenberg per la sua alta statura a confronto degli altri running back. Il nome ebbe successo tra i tifosi di Dallas che esclamavano "Moooooose" ogni volta che faceva una giocata.
Nella sua carriera da Cowboy, Johnston disputò 149 gare consecutive nel periodo 1989-97. Divenne anche uno dei migliori giocatori degli special team della storia della franchigia.
In carriera, Daryl segnò 22 touchdown ed ebbe più ricezioni che corse tentate. Le sue 294 ricezioni lo pongono al terzo posto tra i running back dei Cowboys, ricevendo un totale di 2.227 yard.
A causa principalmente del contributo di Johnston, la NFL creò il ruolo di fullback al Pro Bowl. Prima di questo cambiamento, i fullback tradizionali avevano poche possibilità di essere convocati a causa dei running back puri che avevano statistiche migliori. Nel 1993 Johnston divenne il primo fullback della storia a venire selezionato per il Pro Bowl, convocazione ripetuta anche nell'anno successivo.
Johnston si ritirò alla fine della stagione 1999 a causa di un infortunio al collo. Coi Cowboys vinse tre Super Bowl nella prima metà degli anni novanta.

## Palmarès

### Franchigia
- Super Bowl : 3

Dallas Cowboys: XXVII, XXVIII, XXX
- National Football Conference Championship: 3

Dallas Cowboys: 1992, 1993, 1995

### Individuale
- Convocazioni al Pro Bowl: 2

1993, 1994

## Statistiche

### Stagione regolare
|          |          |     |     | Corse | Corse | Corse | Corse | Corse | Ricezioni | Ricezioni | Ricezioni | Ricezioni | Ricezioni | Fumble | Fumble |
| Anno     | Squadra  | PG  | PT  | Ten   | Yard  | Media | Max   | TD    | Ric       | Yard      | Media     | Max       | TD        | Fum    | Persi  |
| -------- | -------- | --- | --- | ----- | ----- | ----- | ----- | ----- | --------- | --------- | --------- | --------- | --------- | ------ | ------ |
| 1989     | DAL      | 16  | 10  | 67    | 212   | 3,2   | 13    | 0     | 16        | 133       | 8,3       | 28        | 3         | 0      | 0      |
| 1990     | DAL      | 16  | 0   | 10    | 35    | 3,5   | 8     | 1     | 14        | 148       | 10,6      | 26        | 1         | 0      | 0      |
| 1991     | DAL      | 16  | 14  | 17    | 54    | 3,2   | 10    | 0     | 28        | 244       | 8,7       | 22        | 1         | 0      | 0      |
| 1992     | DAL      | 16  | 16  | 17    | 61    | 3,6   | 14    | 0     | 32        | 249       | 7,8       | 18        | 2         | 0      | 0      |
| 1993     | DAL      | 16  | 16  | 24    | 74    | 3,1   | 11    | 3     | 50        | 372       | 7,4       | 20        | 1         | 1      | 0      |
| 1994     | DAL      | 16  | 16  | 40    | 138   | 3,5   | 9     | 2     | 44        | 325       | 7,4       | 24        | 2         | 2      | 2      |
| 1995     | DAL      | 16  | 16  | 25    | 111   | 4,4   | 18    | 2     | 30        | 248       | 8,3       | 24        | 1         | 1      | 0      |
| 1996     | DAL      | 16  | 15  | 22    | 48    | 2,2   | 7     | 0     | 43        | 278       | 6,5       | 23        | 1         | 1      | 1      |
| 1997     | DAL      | 6   | 6   | 2     | 3     | 1,5   | 3     | 0     | 18        | 166       | 9,2       | 21        | 1         | 1      | 0      |
| 1998     | DAL      | 16  | 13  | 8     | 17    | 2,1   | 6     | 0     | 18        | 60        | 3,3       | 9         | 1         | 0      | 0      |
| 1999     | DAL      | 1   | 0   | 0     | 0     | 0,0   | 0     | 0     | 1         | 4         | 4,0       | 4         | 0         | 0      | 0      |
| Totale   | Totale   | 151 | 122 | 232   | 753   | 3,2   | 18    | 8     | 294       | 2.227     | 7,6       | 28        | 14        | 6      | 3      |
| Play-off | Play-off | 16  | 15  | 23    | 70    | 3,0   | 6     | 2     | 37        | 247       | 6,7       | 26        | 1         | 1      | 0      |